# Nederbeat
 (mars 2008).
Améliorez-le ou discutez des points à vérifier. 
 (novembre 2012).
Si vous disposez d'ouvrages ou d'articles de référence ou si vous connaissez des sites web de qualité traitant du thème abordé ici, merci de compléter l'article en donnant les références utiles à sa vérifiabilité et en les liant à la section « Notes et références ».
Nederbeat ou Nederbiet est une expression qui désigne les groupes néerlandais inspirés par la vague de musique beat anglo-saxonne du milieu des années 1960.
Avec l'énorme succès mondial de groupes anglais de la British Invasion pratiquant la Beat (musique) tels que les Beatles, les Rolling Stones, les Kinks, les Animals, ou encore les Who, chaque pays répond avec ses propres formations locales. Aux Pays-Bas - qui peut se targuer d'avoir eu un vivier de groupes très riche - le terme retenu est Nederbiet traduit en anglais par Nederbeat. De nombreuses villes néerlandaises, notamment La Haye, voient ainsi développer des scènes particulièrement fécondes (Q65, Golden Earring, The Jay-Jays etc.) ou encore Amsterdam (The Outsiders etc.). Si le phénomène ne dépasse pas les frontières du Benelux il ne faut pas négliger l'importance et l'influence de cette scène, citons ainsi Robbie von Leeuwen fondateur du groupe Shocking Blue (auteur du tube mondial "Venus") qui fit ses armes dans la formation The Motions. À la fin des années 1960 à l'image de ce qui se passe en Angleterre, de nombreux groupes se séparent ou changent d'orientation musicale.

## Principales formations
- The Outsiders
- Q65
- Les Baroques
- The Motions
- Zen
- HET
- The Ro-d-ys
- The Jay-Jays
- Golden Earring
- Rob Hoeke
- The Phantoms